# Рид Сити (Мичиген)
Рид Сити (Мичиген) (енгл. Reed City) град је у америчкој савезној држави Мичиген. По попису становништва из 2010. у њему је живело 2.425 становника.

## Демографија
Према попису становништва из 2010. у граду је живело 2.425 становника, што је 5 (0,2%) становника мање него 2000. године.
| Група             | 2000.         | 2010.         |
| Белци             | 2.312 (95,1%) | 2.264 (93,4%) |
| Афроамериканци    | 26 (1,1%)     | 42 (1,7%)     |
| Азијати           | 5 (0,2%)      | 4 (0,2%)      |
| Хиспаноамериканци | 22 (0,9%)     | 54 (2,2%)     |
| Укупно            | 2.430         | 2.425         |